# 史蒂凡娜·維祖高域
史蒂凡娜·維祖高域（羅馬化：Stefana Veljković，1990年1月9日—），塞爾維亞女子排球運動員，司職副攻。現效力於義大利豪門諾瓦拉女排俱乐部。
在2008年開始成為塞爾維亞國家女子排球隊一員。她代表塞爾維亞在巴西出戰2016年奥林匹克运动会奪得銀牌，為塞爾維亞奧林匹克運動會女子排球比賽史上第一枚獎牌。